# Die fliegenden Feuerstühle
Die fliegenden Feuerstühle ist ein Actionfilm aus dem Jahr 1973 von Hsiao Yung.

## Handlung
Handlungsort ist Hongkong. Polizeihauptmann Tan Lung ist neu in der Stadt. Er beginnt recht schnell damit, gegen das kriminelle Imperium von Fang vorzugehen. Seine Ermittlungen stören die Geschäfte der Bande. Nur knapp verpasst er es, eine Drogenlieferung zu vereiteln, die Fangs Helfer Chou Kang leitet. Allerdings wird mit Big Tiger ein anderer großer Fisch gefangen genommen.
Nach einer Kneipenschlägerei muss Lung seinen eigenen Bruder, Cheng, verhaften. Er schlägt seinem Bruder ein Deal vor: er soll sich in die kriminelle Bande einschleusen und als Doppelagent agieren. Als Druckmittel nimmt er zusätzlich das Barmädchen Nancy, in die Cheng verliebt ist. Cheng lässt sich auf den Deal ein und kann mit seinen Fahrkünsten auf dem Motorrad und seinem Kung Fu überzeugen. Schnell gelangt er in die Dienste von Fang.
Innerhalb der Bande wird ihm schon bald ein Leibwächterposten in Aussicht gestellt. Schon bald bekommt er seinen ersten Auftrag, sich auf ein Geschäft mit dem wieder auf freien Fuß gelassenen Big Tiger, der sich einer anderen Bande angeschlossen hat, einzulassen. Als Cheng klar wird, dass es um Drogenhandel geht, beschließt er, den Stoff zu verstecken und gerät so in Konfrontation mit seiner Bande.
Den Verrat muss Cheng damit bezahlen, dass Nancy entführt wird. Indem er Big Tiger einen Teil der Drogen überlässt, beteiligt sich dieser an der Befreiungsaktion. Diese gelingt tatsächlich, allerdings führte die Rettungsaktion die Gruppe ins Hauptquartier von Big Tiger, der die Gruppe verrät, um den kompletten Bestand der gestohlenen Drogen zu bekommen.

## Kritik
„Im Rocker-Milieu spielender Eastern um einen Rauschgiftring, der von einem tüchtigen Kommissar und dessen kleinem Bruder zur Strecke gebracht wird. Schräger Versuch der Kombination von Biker-Movie und Kung-Fu-Film mit enttäuschendem Ergebnis.“

Die Kameraführung und der Filmschnitt wird arg bemängelt. Es gibt wenig Spannunghochs und lediglich die Motorradrennen und die wenigen Kampfszenen bieten etwas Action. Allerdings wird die Darstellung dieser durch schwache Kameraeinstellungen bemängelt.

## Trivia
- Der Film wurde am 6. September 2019 auf Tele 5 als Teil des Sendeformats Die schlechtesten Filme aller Zeiten ausgestrahlt.